# 54 av. J.-C.
Cette page concerne l'année 54 av. J.-C. du calendrier julien proleptique.

## Événements
- 29 octobre 55 av. J.-C. (1er janvier 700 du calendrier romain) : début à Rome du consulat d'Appius Claudius Pulcher et Lucius Domitius Ahenobarbus[1].
  - Importance du rôle de l’argent aux élections de 54 et 53 av. J.-C.. Les candidats ne se gênent plus et achètent ouvertement les sénateurs. Les élections consulaires ont trois mois de retard[2].
  - Départ de Crassus pour l’Orient. César reste en Gaule. Pompée s’arrange pour rester à Rome et se fait suppléer en Espagne par ses deux légats, Lucius Afranius et Marcus Petreius. Débarrassé de ses associés, son pouvoir ne fait que croître[3].

- Mai : campagne de César contre les Trévires, après qu’il a réglé divers conflits en Illyrie[4].

- Été : Crassus, gouverneur de Syrie, passe l’Euphrate à Zeugma et entre en Mésopotamie, où il soumet quelques cités grecques le long du fleuve. Il ne rencontre pas de résistance, mais retourne hiverner à Antioche pour préparer une nouvelle campagne pour l’année suivante[5],[6].

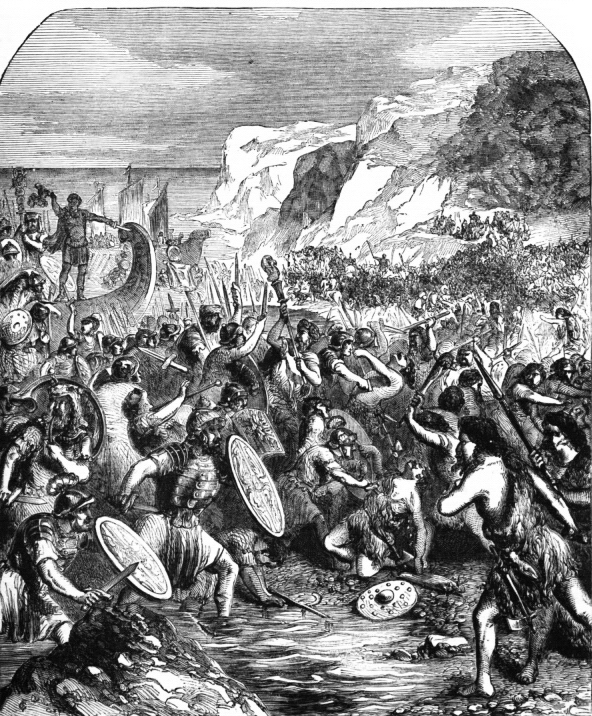
Expédition de Jules César en Bretagne.

- Juillet-septembre : deuxième tentative d'invasion de la Grande-Bretagne par Jules César[4]. Reddition de Cassivellaunos à la fin de l’été. César rentre en Gaule le 20 septembre[7].
- Août : procès de Vatinius[8]. Lors de l’accusation intentée à Vatinius, les partisans de Clodius Pulcher envahissent le tribunal et expulsent le préteur président[9].

- Octobre, guerre des Gaules : révolte des Éburons sous Ambiorix contre Jules César. Une armée romaine est anéantie à la bataille d'Aduatuca, peut-être dans la vallée du Geer, près de Tongres. Les généraux Sabinus et Cotta sont tués[4].
- Novembre : incursion de César en Gaule belgique pour réprimer la révolte des Éburons et des Nerviens. Il parvient à dégager le camp de Quintus Cicéron. Son lieutenant Titus Labienus réprime également l’insurrection des Trévires menés par Indutiomar (54/53 av. J.-C.)[10].
- 21 novembre : les Carnutes assassinent Tasget, leur roi, accusé de collaborer avec les Romains[11].
- Décembre : procès de Gabinius qui est acquitté après avoir eu recours à l’intimidation de ses juges[12].
- Hiver : 
  - Occupation de Cenabum, capitale des Carnutes, par la légion de Plancus[13].
  - Crassus s’empare du trésor du Temple de Jérusalem pour financer son expédition contre les Parthes[6].

- Par excès d'offre, la valeur de l'or baisse de 25 % à Rome[14].
- À Rome toujours, inondation du Tibre[15]. Début de l’embellissement de la ville par Jules César avec la restauration de la Basilique Æmilia, ainsi que la construction des Saepta Julia et des fondations du forum de César[16].

## Naissances
- Tibulle, poète romain (date approximative).
- Denys d'Halicarnasse, historien grec (date approximative).

## Décès
- Août : Julia, fille de Jules César et épouse de Pompée, en couche[17].
- Catulle, poète latin (né en 87 av. J.-C.).
- Lucrèce, poète et philosophe (date approximative).
- Arioviste, chef germain[18]